# 니콘 D1

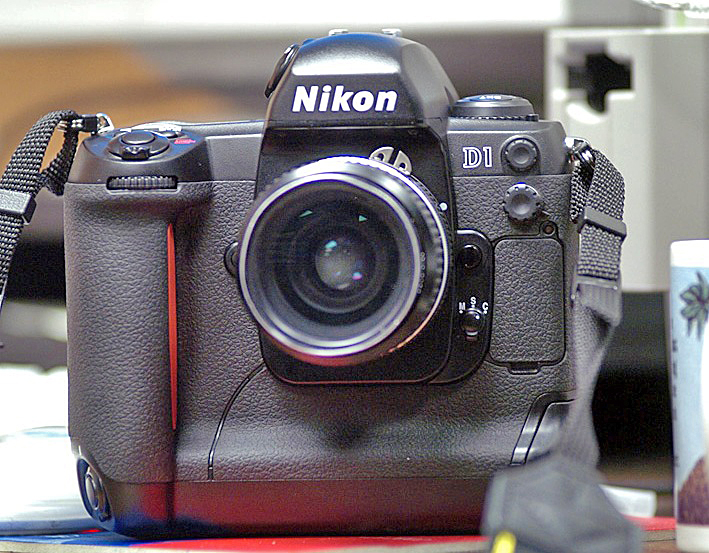
니콘 D1

니콘 D1(Nikon D1)은 니콘의 전문가용 디지털 SLR 카메라로 1999년 6월 15일에 발표되었다. 274만 유효 화소 CCD 이미지 센서를 가지고 있으며, 초당 4.5 프레임을 연속 촬영할 수 있다.
후속 모델은 니콘 D1X와 니콘 D1H이다.